# فوملك
فوملك (فُوَمُّلَكُ) أو فؤملك (فُؤَمُّلَكُ) (الديفهية: ފުވައްމުލައް) هي جزيرة (جزيرة مرجانية) في جزر المالديف تقع تحت نيافياني أتول (Gnaviyani Atoll) من الانقسامات الإدارية المالديفية. تعتبر فوملك ثالث أكبر جزيرة في المالديف ويبلغ عدد سكانها 12000 نسمة. يعرف سكان الجزيرة بحسن استقبالهم للضيوف ومحبتهم لطلب العلم. وعبر التاريخ عرفت هذه الجزيرة بكثرة حفاظ القرآن والعارفين بالعلوم الشرعية فيها، ويلقب سكانها (خاصة الذين كانو منشغلين بالعلوم الشرعية) بالملكيين، حيث أطلق اللقب «الملكي» في الكتب التاريخية المالديفية لسكان هذه الجزيرة. سكان فوملك يتحدثون بلحجة مميزة من اللغة الديفهية المعروفة باسم «ملك بس» (Mulaku Bas)، أي: اللحجة الملكية. 
الاسم الأصلي للجزيرة كان ملك (Mulaku)، الذي هو كلمة سنسكريتية بمعنى «الجزيرة المركزية». ولكن سميت فوملك (الجزيرة المركزية مع نخيل الفوفل) لتمييزها عن بولي ملك - جزيرة أخرى في جزر المالديف. الفوفل هو فُوا/ فؤا (أو فُوه/ فؤه) في اللغة الديفهية. أماكن أخرى في العالم مثل بينانغ في ماليزيا وجواهاتي في ولاية أسام، الهند، أيضا سميت على هذا الجوز. عرفت فوملك عند بعض الجغرافيين وفي الرسوم البيانية الأميرالية باسم فؤملك (Fua Mulaku). وفي الخرائط الفرنسية القديمة ظهرت الجزيرة باسم بو مولوكو (Poue Molluque).

## أعلام
- إبراهيم ناصر
- محمد جميل أحمد